# Afrika dinoszauruszainak listája

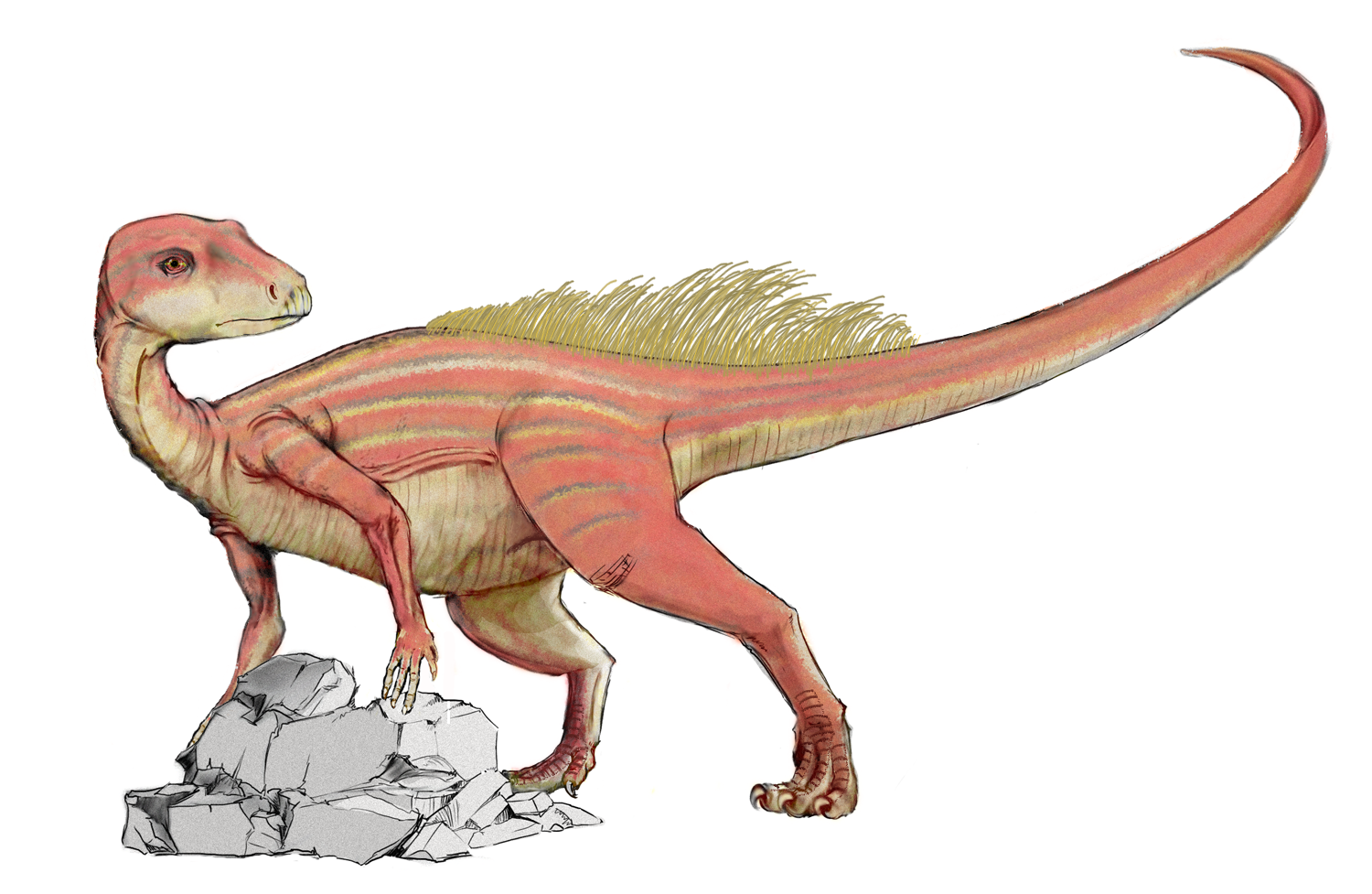
Abrictosaurus

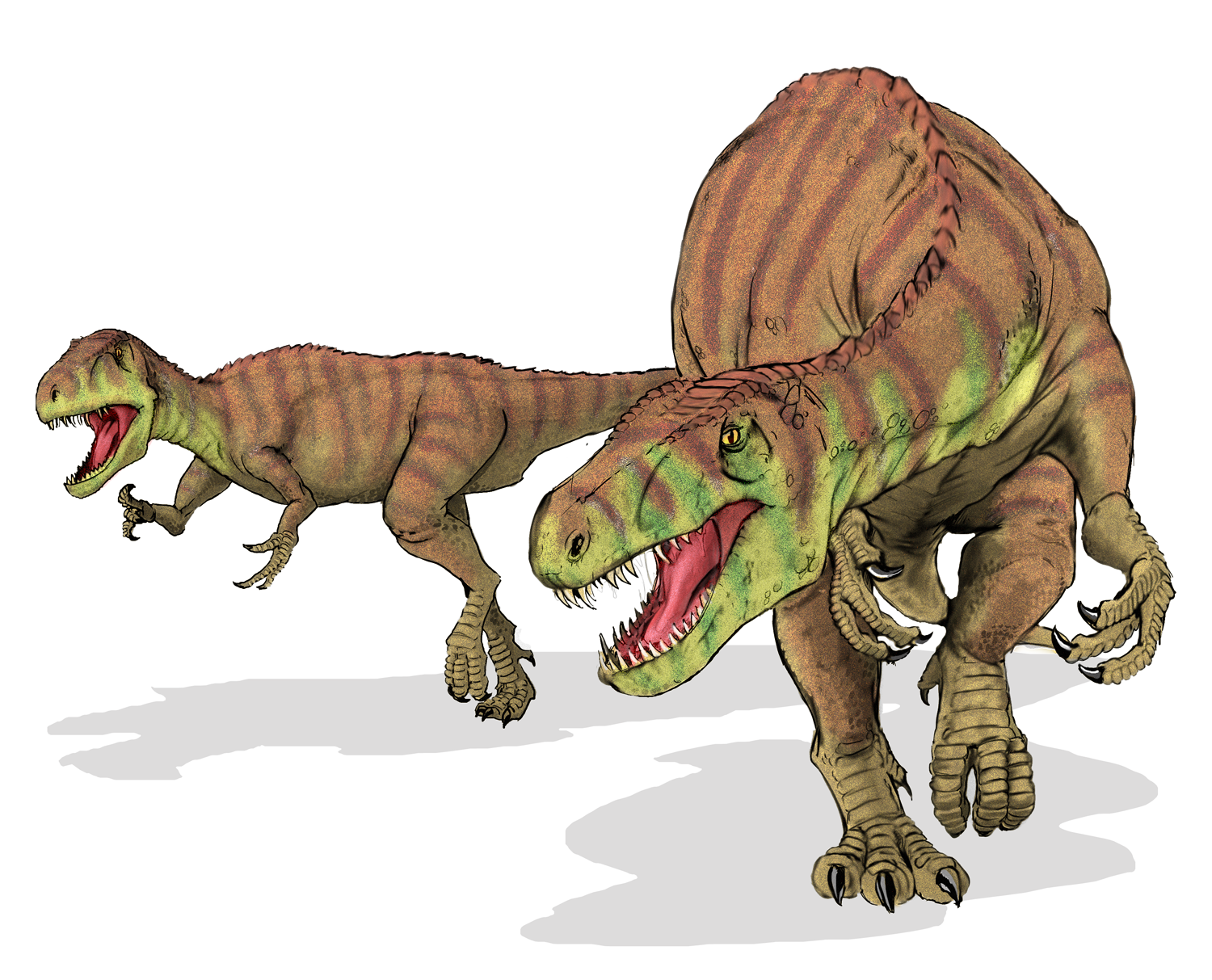
Afrovenator

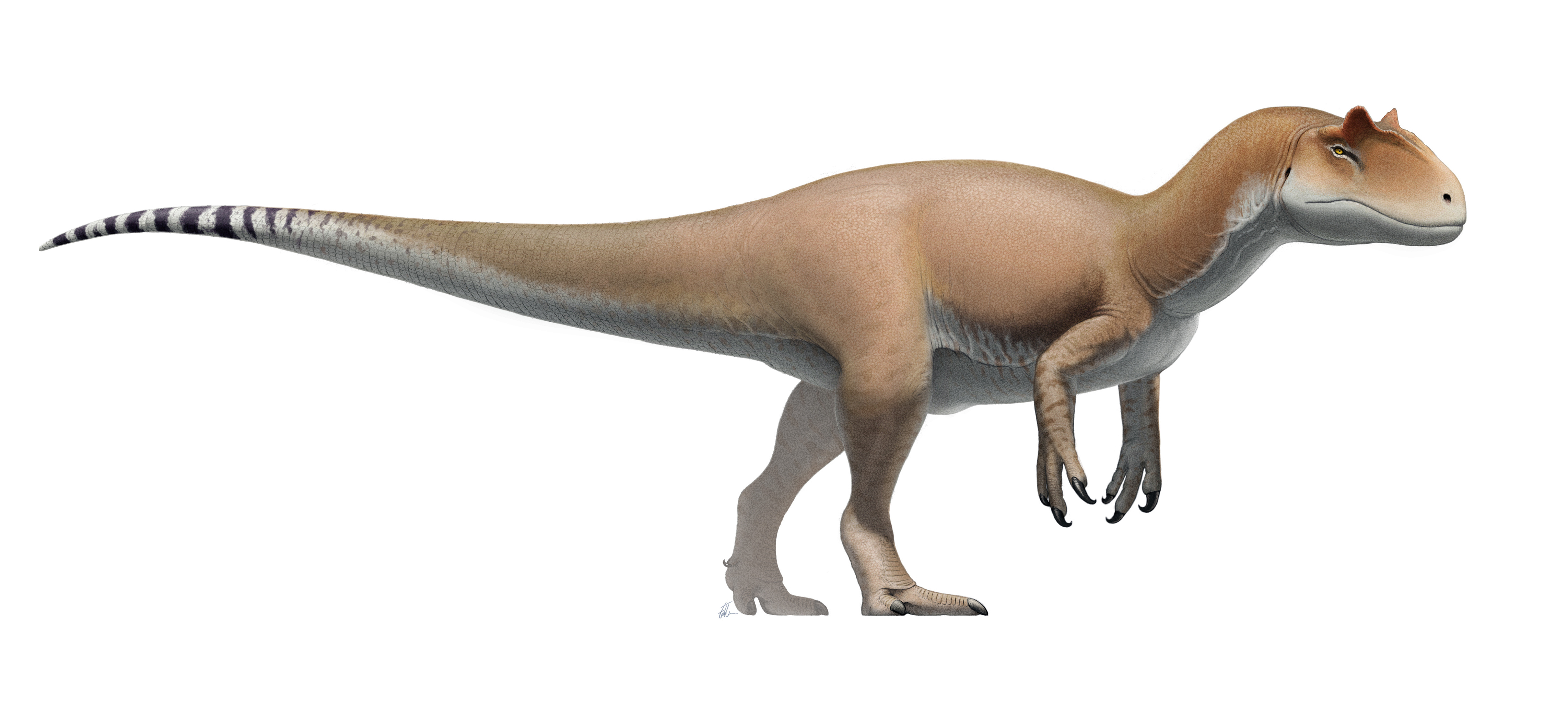
Allosaurus

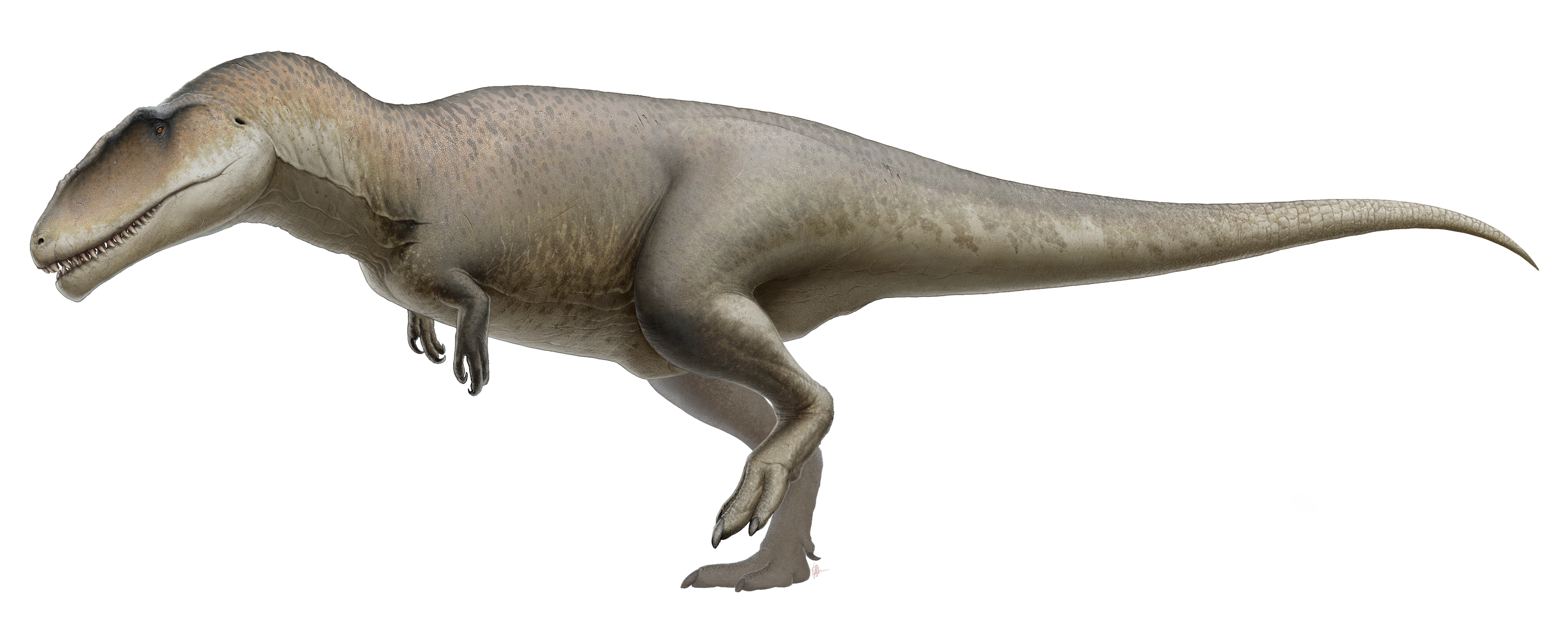
Carcharodontosaurus

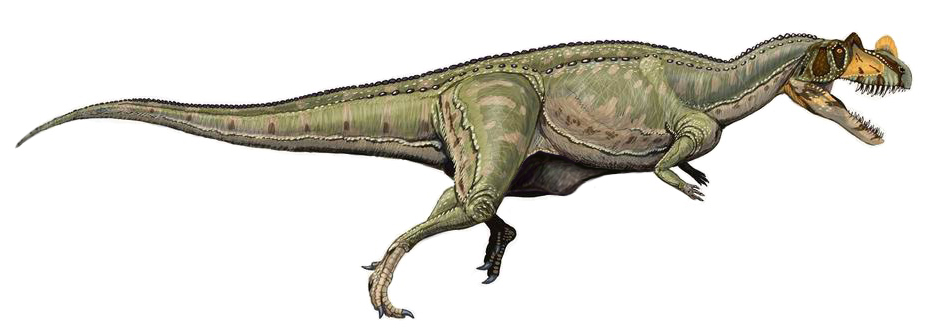
Ceratosaurus

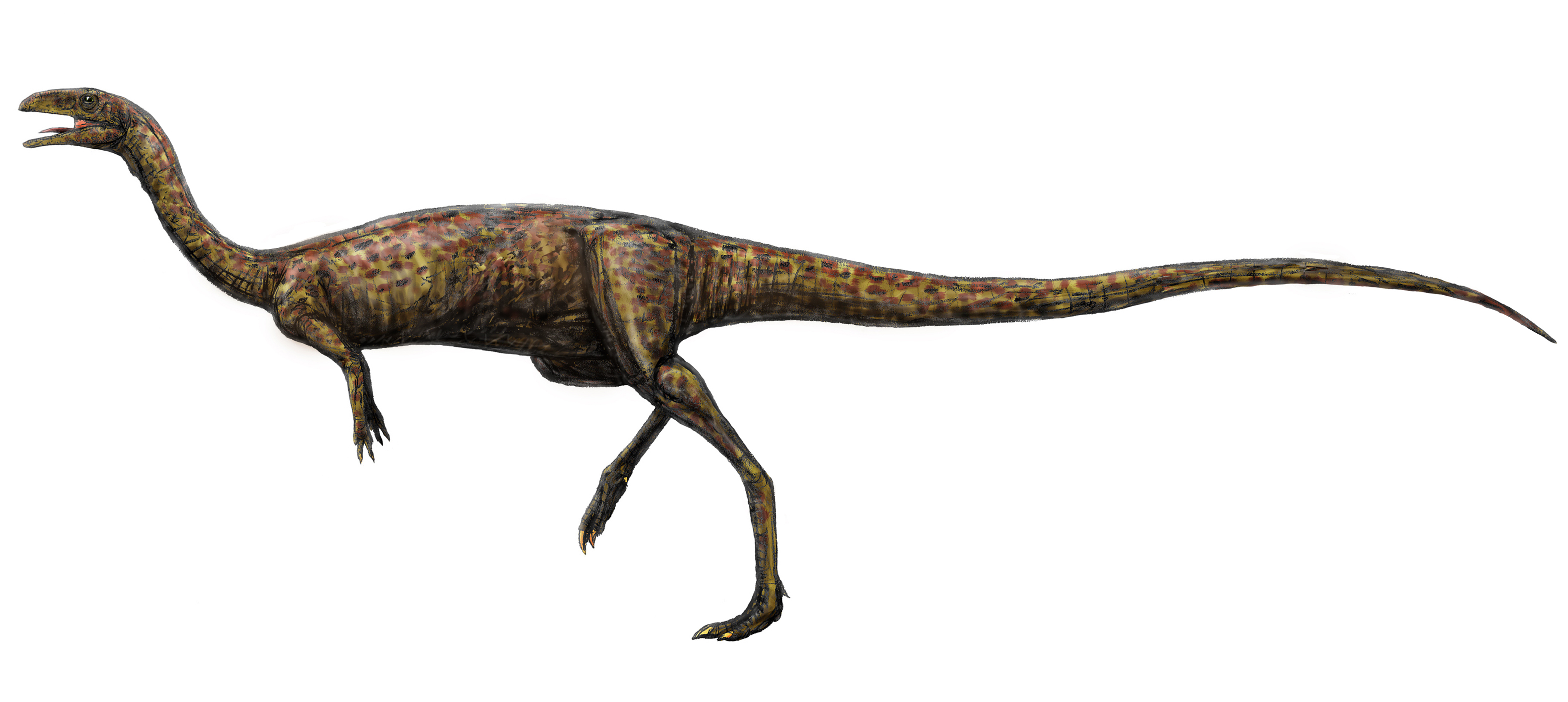
Elaphrosaurus

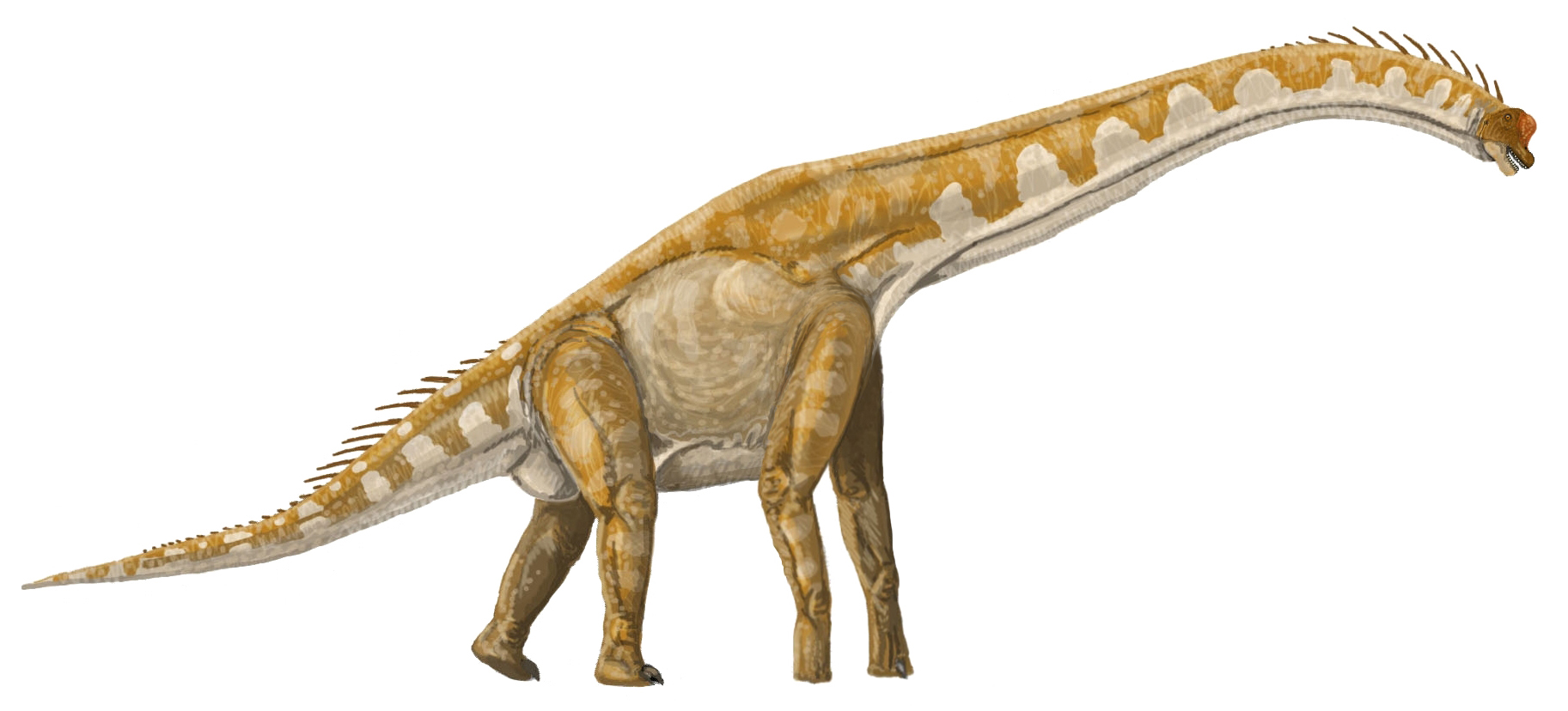
Giraffatitan

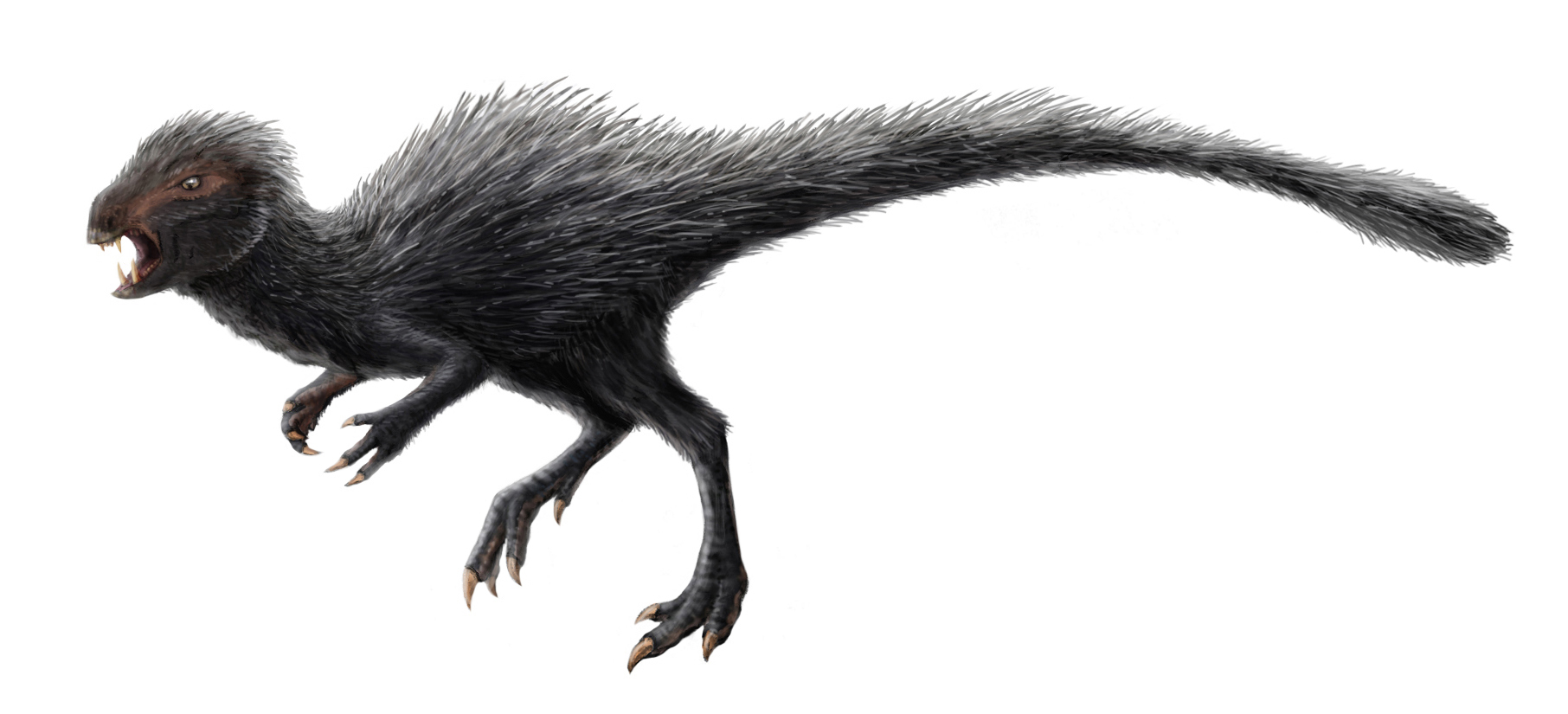
Heterodontosaurus

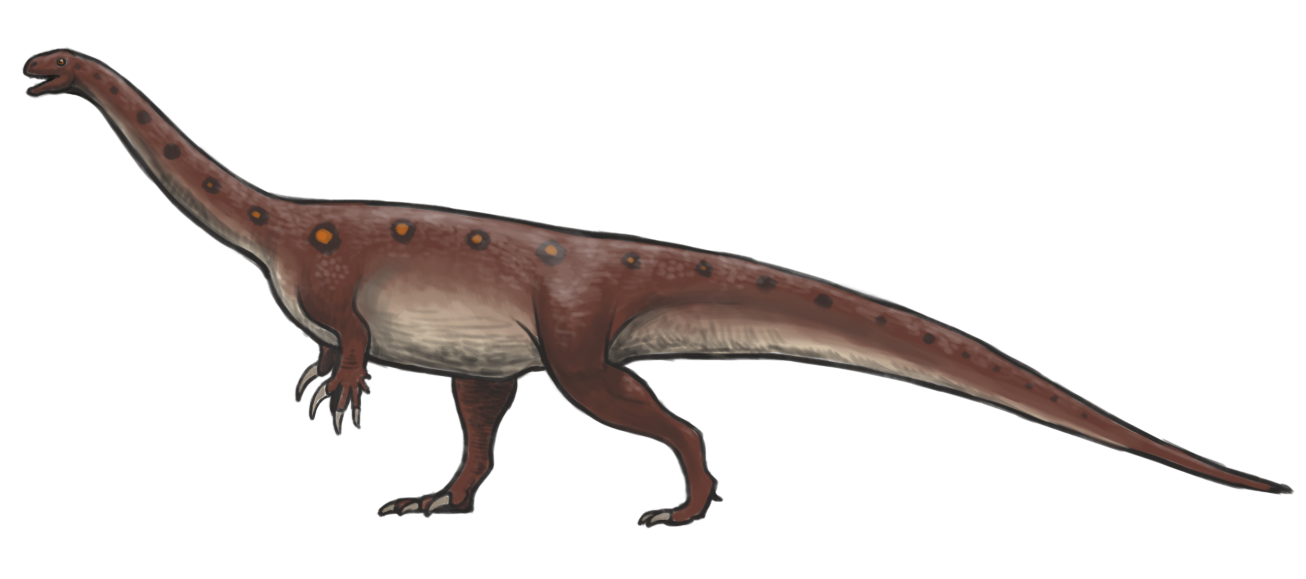
Massospondylus

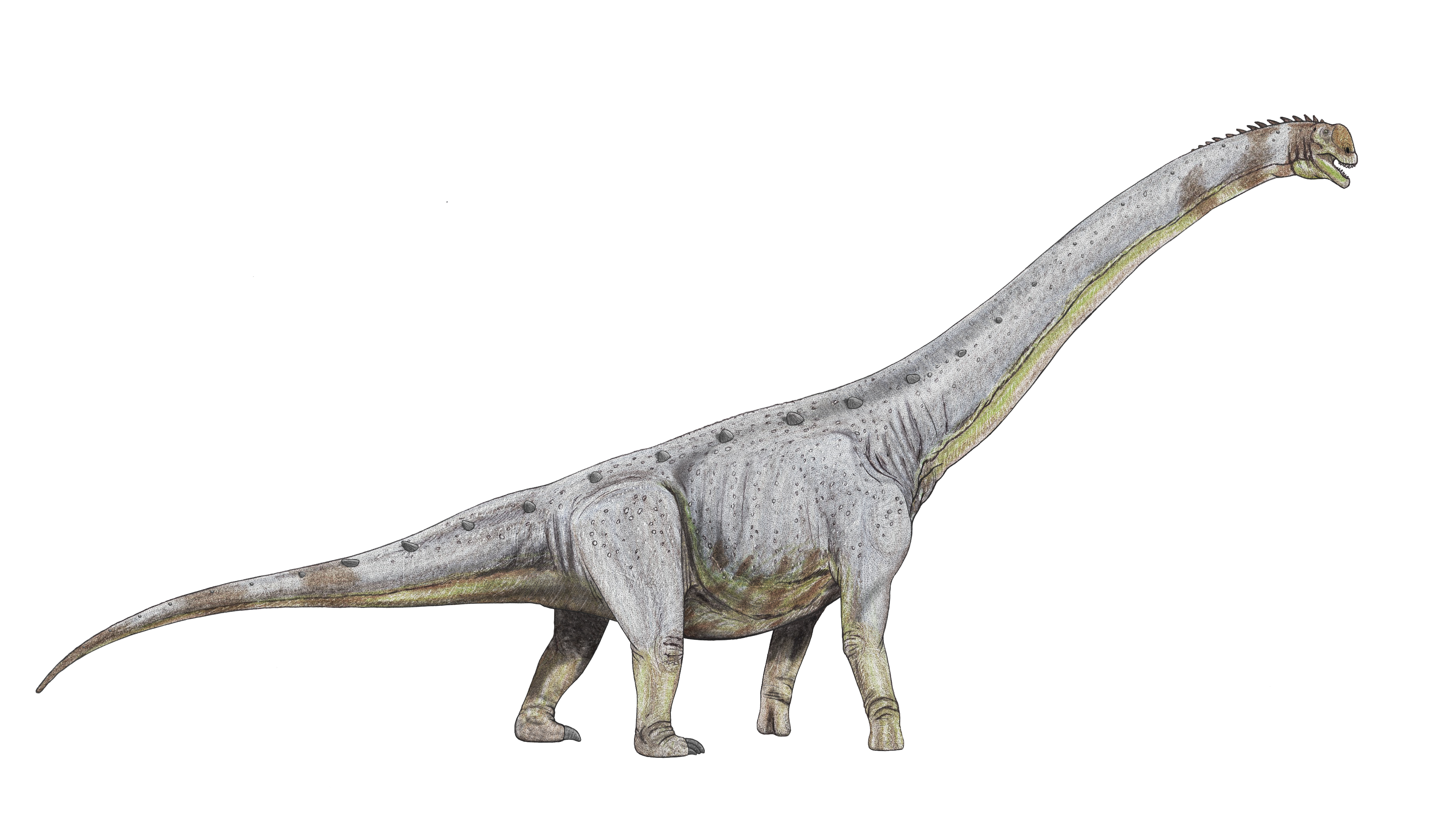
Paralititan

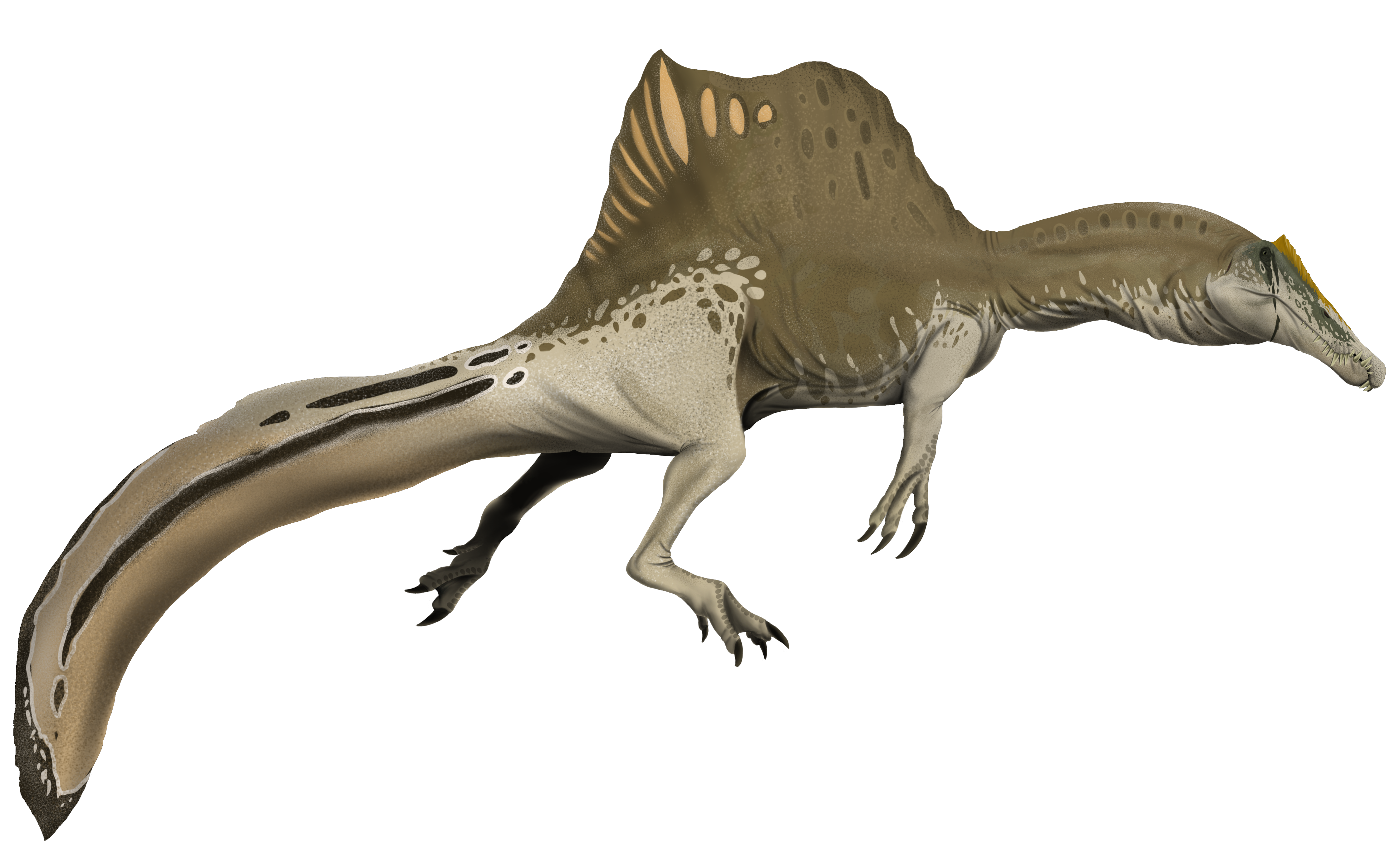
Spinosaurus

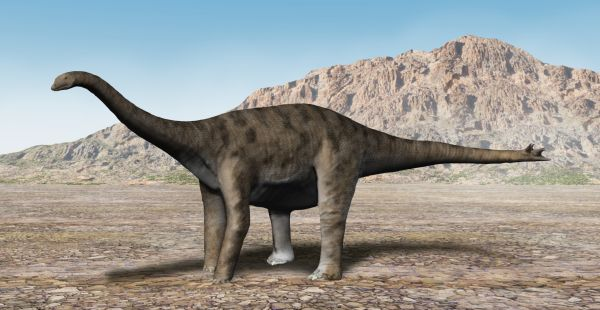
Spinophorosaurus

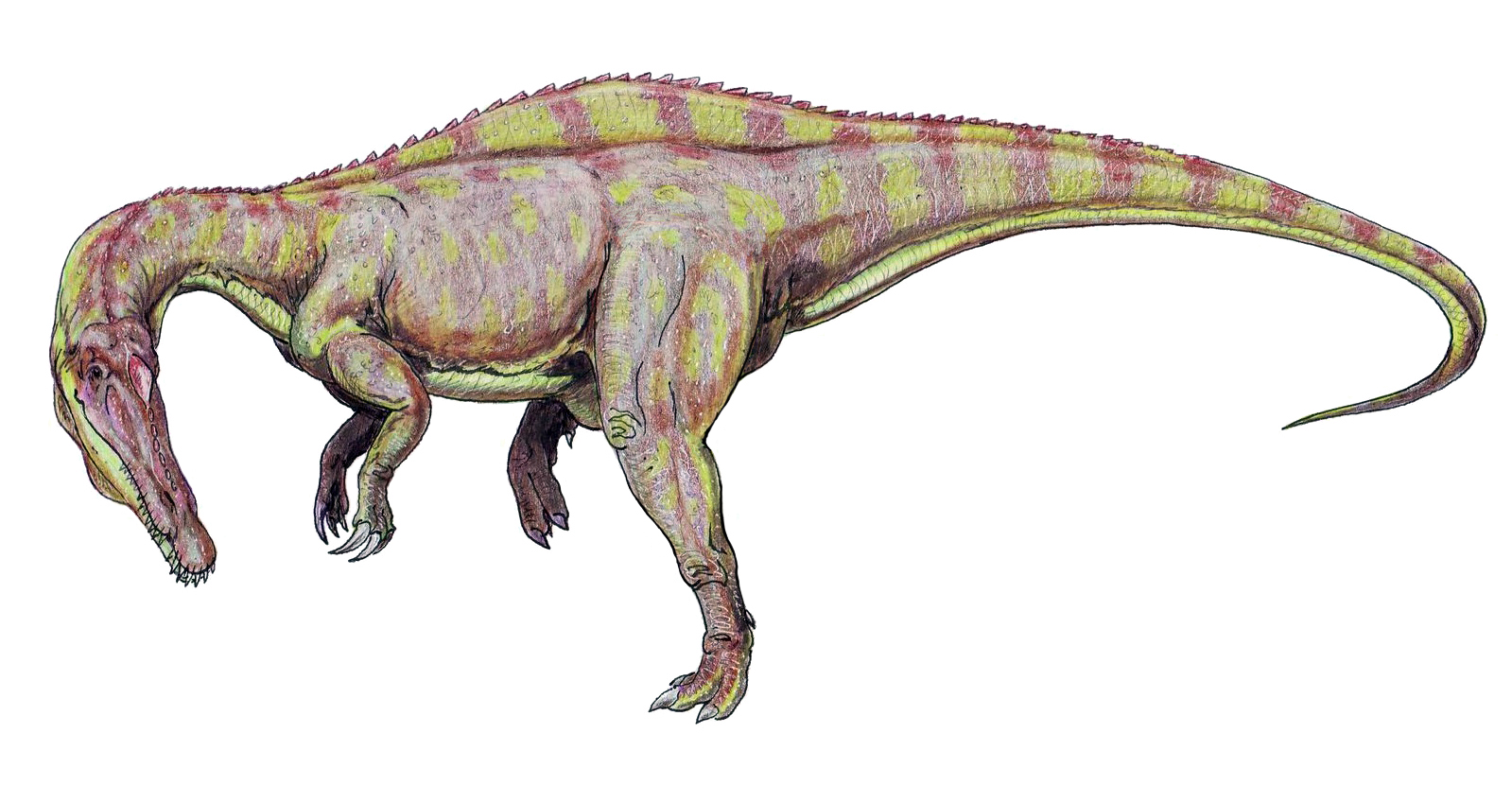
Suchomimus

Az alábbi dinoszaurusz lista olyan dinoszaurusz nemeket tartalmaz, amelyek Afrika területéről kerültek elő. Ez a kontinens gazdag, de foltos és hiányos fosszilis rekorddal rendelkezik. A triász időszaki és kora jura kori dinoszauruszok bőségesen megtalálhatók ezen a helyen. Az ebből az időből származó afrikai dinoszauruszok közé tartozik a Syntarsus, a Dracovenator, a Melanorosaurus, a Massospondylus, az Euskelosaurus, a Heterodontosaurus, az Abrictosaurus és a Lesothosaurus. A középső jura kor afrikai reprezentációja szegényes. Ebből a korból csak a sauropodák közé tartozó Cetiosaurus vált ismertté. A késő jura kori leletek azonban, elsősorban a Tendaguru-formációnak köszönhetően nem ritkák Afrikában. Az Allosaurus, a Ceratosaurus, az Elaphrosaurus, a Giraffatitan, a Dicraeosaurus, a Janenschia, a Tornieria, a Tendaguria, a Kentrosaurus és a Dryosaurus egyaránt megtalálhatók a Tendaguru dinoszauruszai között. Úgy tűnik, hogy ez a fauna közeli hasonlóságot mutat az egyesült államokbeli Morrison-formációéval és a portugáliai Lourinha-formációéval. Például az Allosaurus, a Ceratosaurus és a Dryosaurus egyaránt megtalálható a Tendaguru- és a Morrison-formációban. Ez jelentős biogeográfiai kapcsolatnak számít.
A kora kréta kor Afrikában elsősorban a kontinens északi részéről, főként a nigeri Suchomimus, Elrhazosaurus, Spinostropheus, Rebbachisaurus, Nigersaurus, Kryptops, Nqwebasaurus és Paranthodon révén ismert. A kora kréta fontos kornak számít az afrikai dinoszauruszok életében, mivel Afrika ekkor vált el végleg Dél-Amerikától, létrehozva az Atlanti-óceán déli részét. Ez fontos esemény, mivel az afrikai dinoszauruszoknál az elszigetelődés miatt ekkor kezdett kialakulni az endemizmus. A késő kréta kor Afrikában elsősorban Észak-Afrika területéről ismert. A késő kréta kor elején Észak-Afrika gazdag dinoszaurusz faunának adott otthont. Ennek részét képezi a Spinosaurus, a Carcharodontosaurus, a Rugops, a Bahariasaurus, a Deltadromeus, a Paralititan, az Aegyptosaurus és az Ouranosaurus.

## Afrika dinoszauruszainak listája
| Név                 | Időszak    | Étrend                   | Megjegyzés                                   |
| ------------------- | ---------- | ------------------------ | -------------------------------------------- |
| Aardonyx            | jura       | növényevő                | —                                            |
| Abrictosaurus       | jura       | növényevő vagy mindenevő | —                                            |
| Aegyptosaurus       | kréta      | növényevő                | —                                            |
| Aetonyx             | jura       | növényevő                | valószínűleg a Massospondylus szinonimája    |
| Afrovenator         | jura       | húsevő                   | —                                            |
| Ajnabia             | kréta      | növényevő                | —                                            |
| Algoasaurus         | jura/kréta | növényevő                | —                                            |
| Allosaurus          | jura       | húsevő                   | —                                            |
| Antetonitrus        | triász     | növényevő                | —                                            |
| Atlasaurus          | jura       | növényevő                | —                                            |
| Australodocus       | jura       | növényevő                | —                                            |
| Bahariasaurus       | kréta      | húsevő                   | —                                            |
| Berberosaurus       | jura       | húsevő                   | —                                            |
| Blikanasaurus       | triász     | növényevő                | —                                            |
| Carcharodontosaurus | kréta      | húsevő                   | —                                            |
| Ceratosaurus        | jura       | húsevő                   | —                                            |
| Cetiosaurus         | jura       | növényevő                | —                                            |
| Chebsaurus          | jura       | növényevő                | —                                            |
| Cristatusaurus      | kréta      | húsevő                   | —                                            |
| Deltadromeus        | kréta      | húsevő                   | —                                            |
| Dicraeosaurus       | jura       | növényevő                | —                                            |
| Dracovenator        | jura       | húsevő                   | —                                            |
| Dryosaurus          | jura       | növényevő                | —                                            |
| Elaphrosaurus       | jura       | húsevő                   | —                                            |
| Elrhazosaurus       | kréta      | növényevő                | —                                            |
| Eocarcharia         | jura       | húsevő                   | —                                            |
| Eocursor            | triász     | növényevő                | —                                            |
| Eucnemesaurus       | triász     | (vitatott)               | —                                            |
| Euskelosaurus       | triász     | növényevő                | —                                            |
| Fabrosaurus         | jura       | növényevő                | —                                            |
| Geranosaurus        | jura       | (ismeretlen)             | —                                            |
| Giraffatitan        | jura       | növényevő                | —                                            |
| Gyposaurus          | jura       | növényevő                | —                                            |
| Heterodontosaurus   | jura       | növényevő                | —                                            |
| Ignavusaurus        | jura       | növényevő                | —                                            |
| Inosaurus           | kréta      | (ismeretlen)             | —                                            |
| Janenschia          | jura       | növényevő                | —                                            |
| Jobaria             | kréta      | növényevő                | —                                            |
| Kangnasaurus        | kréta      | (ismeretlen)             | —                                            |
| Karongasaurus       | kréta      | növényevő                | —                                            |
| Kemkemia            | kréta      | húsevő                   | —                                            |
| Kentrosaurus        | jura       | növényevő                | —                                            |
| Kryptops            | kréta      | húsevő                   | —                                            |
| Lanasaurus          | jura       | növényevő                | —                                            |
| Lesothosaurus       | jura       | növényevő                | —                                            |
| Likhoelesaurus      | triász     | (ismeretlen)             | Lehetséges, hogy nem dinoszaurusz (vitatott) |
| Lurdusaurus         | kréta      | növényevő                | —                                            |
| Lycorhinus          | jura       | növényevő                | —                                            |
| Malawisaurus        | kréta      | növényevő                | —                                            |
| Massospondylus      | jura       | növényevő                | —                                            |
| Megapnosaurus       | jura       | húsevő                   | —                                            |
| Melanorosaurus      | triász     | növényevő                | —                                            |
| Nigersaurus         | kréta      | növényevő                | —                                            |
| Nqwebasaurus        | kréta      | húsevő                   | —                                            |
| Ouranosaurus        | kréta      | növényevő                | —                                            |
| Paralititan         | kréta      | növényevő                | —                                            |
| Paranthodon         | kréta      | növényevő                | —                                            |
| Plateosauravus      | triász     | növényevő                | —                                            |
| Rebbachisaurus      | kréta      | növényevő                | —                                            |
| Rugops              | kréta      | húsevő                   | —                                            |
| Sigilmassasaurus    | kréta      | húsevő                   | —                                            |
| Spinosaurus         | kréta      | húsevő                   | —                                            |
| Spinophorosaurus    | jura       | növényevő                | —                                            |
| Spinostropheus      | kréta      | húsevő                   | —                                            |
| Stormbergia         | jura       | (ismeretlen)             | —                                            |
| Suchomimus          | kréta      | húsevő                   | —                                            |
| Tazoudasaurus       | jura       | növényevő                | —                                            |
| Tendaguria          | jura       | növényevő                | —                                            |
| Thotobolosaurus     | triász     | növényevő                | —                                            |
| Tornieria           | jura       | növényevő                | —                                            |
| Vulcanodon          | jura       | növényevő                | —                                            |

## Színmagyarázat
| Nomen dubium |
| Érvénytelen  |
| Nomen nudum  |

## A megjelenés feltételei
- A dinoszaurusznak szerepelnie kell a Dinoszauruszok listáján.
- Az állat fosszíliáinak Afrika területéről kell származnia.
- Ez a lista kiegészítés a Kategória:Afrika dinoszauruszai alatt felsoroltakhoz.

## Fordítás
- Ez a szócikk részben vagy egészben a List of African dinosaurs című angol Wikipédia-szócikk ezen változatának fordításán alapul.  Az eredeti cikk szerkesztőit annak laptörténete sorolja fel. Ez a jelzés csupán a megfogalmazás eredetét és a szerzői jogokat jelzi, nem szolgál a cikkben szereplő információk forrásmegjelöléseként.